# Althepus chengmenensis
Espèce
Althepus chengmenensis est une espèce d'araignées aranéomorphes de la famille des Psilodercidae.

## Distribution
Cette espèce est endémique du Yunnan en Chine,. Elle se rencontre dans le district de Longyang dans la grotte Chengmen à 2 393 m d'altitude.

## Description
Le mâle holotype mesure 3,44 mm et la femelle paratype 3,25 mm.

## Étymologie
Son nom d'espèce, composé de chengmen et du suffixe latin -ensis, « qui vit dans, qui habite », lui a été donné en référence au lieu de sa découverte, la grotte Chengmen.

## Publication originale
- Li, Liu & Li, 2018 : Ten new species of the spider genus Althepus Thorell, 1898 from Southeast Asia (Araneae, Ochyroceratidae). ZooKeys, no 776, p. 27-60 (texte intégral).